# NPTN
NPTN (англ. Neuroplastin) – білок, який кодується однойменним геном, розташованим у людей на короткому плечі 15-ї хромосоми. Довжина поліпептидного ланцюга білка становить 398 амінокислот, а молекулярна маса — 44 387.
| 10         |  | 20         |  | 30         |  | 40         |  | 50         |
| ---------- |  | ---------- |  | ---------- |  | ---------- |  | ---------- |
| MSGSSLPSAL |  | ALSLLLVSGS |  | LLPGPGAAQN |  | AGFVKSPMSE |  | TKLTGDAFEL |
| YCDVVGSPTP |  | EIQWWYAEVN |  | RAESFRQLWD |  | GARKRRVTVN |  | TAYGSNGVSV |
| LRITRLTLED |  | SGTYECRASN |  | DPKRNDLRQN |  | PSITWIRAQA |  | TISVLQKPRI |
| VTSEEVIIRD |  | SPVLPVTLQC |  | NLTSSSHTLT |  | YSYWTKNGVE |  | LSATRKNASN |
| MEYRINKPRA |  | EDSGEYHCVY |  | HFVSAPKANA |  | TIEVKAAPDI |  | TGHKRSENKN |
| EGQDATMYCK |  | SVGYPHPDWI |  | WRKKENGMPM |  | DIVNTSGRFF |  | IINKENYTEL |
| NIVNLQITED |  | PGEYECNATN |  | AIGSASVVTV |  | LRVRSHLAPL |  | WPFLGILAEI |
| IILVVIIVVY |  | EKRKRPDEVP |  | DDDEPAGPMK |  | TNSTNNHKDK |  | NLRQRNTN   |

A: Аланін

C: Цистеїн

D: Аспарагінова кислота

E: Глутамінова кислота

F: Фенілаланін

G: Гліцин

H: Гістидин

I: Ізолейцин

K: Лізин

L: Лейцин

M: Метіонін

N: Аспарагін

P: Пролін

Q: Глутамін

R: Аргінін

S: Серин

T: Треонін

V: Валін

W: Триптофан

Задіяний у таких біологічних процесах, як клітинна адгезія, нейрогенез, альтернативний сплайсинг. 
Локалізований у клітинній мембрані, мембрані.